# Taza (provincie)
Taza is een provincie, sinds 2015 in de Marokkaanse regio Fès-Meknès, daarvoor in de voormalige regio Taza-Al Hoceima-Taounate.
Taza telt 743.237 inwoners op een oppervlakte van 1502 km².

## Grootste plaatsen
| Plaats            | Inwoners (1994) | Inwoners (2004) |
| ----------------- | --------------- | --------------- |
| Taza              | 120.726         | 139.686         |
| Beni Frassen      | 30.679          | 28.014          |
| Ghiata al Gharbia | 24.583          | 23.447          |
| Bab Marzouka      | 21.131          | 20.846          |
| Galdamane         | 20.162          | 21.111          |
| Tahla             | 20.133          | 25.655          |
| Taddart           | 18.857          | 20.474          |
| Oulad Zbair       | 18.784          | 18.933          |
| Saka              | 18.330          | 19.547          |
| Houara Oulad Raho | 17.736          | 32.866          |
| Aït Saghrouchen   | 17.112          | 16.362          |
| Beni Lent         | 15.030          | 13.678          |
| Oued Amlil        | 6.524           | 8.246           |

Ben Slimane · Khouribga · Settat · El Jadida · Safi · Boulmane · Fez · Moulay Yacoub · Sefrou · Kénitra · Sidi Kacem · Casablanca · Médiouna · Mohammedia · Nouaceur · Assa-Zag · Guelmim · Tan-Tan · Tata · Boujdour · Es-Semara · Lâayoune · Al Haouz · Chichaoua · Essaouira · Kelâat Es-Sraghna · Marrakech · Al Ismaïlia · El Hajeb · Errachidia · Ifrane · Khénifra · Meknès · Berkane · Figuig · Jerada · Driouch · Nador · Oujda-Angad · Taourirt · Aousserd · Oued ed Dahab · Khémisset · Rabat · Salé · Skhirat-Témara · Agadir-Ida-Ou-Tanane · Inezgane-Aït Melloul · Chtouka-Aït Baha · Ouarzazate · Taroudant · Tiznit · Zagora · Azilal · Béni-Mellal · Chefchaouen · Fahs-Bni Mkada · Larache · Tanger-Asilah · Tétouan · Al Hoceima · Taounate · Taza